# 시루떡
시루떡은 한국 요리중 떡의 일종이다. 팥이나 호박 등을 고물로 뿌리기도 하는 떡이다.

## 만드는 방법
시루떡은 집집마다 만드는 방법은 유사하나, 각 집안의 비법이 있다. 예를 들어 시루뚜껑을 끝에 열어두거나, 특별한 고물 등을 쓰는 방법 등이 있다.
1. 팥 등을 이용하여 고물을 만든다.
2. 쌀가루를 이용하여, 뜨거운 물 소량을 부어 체에 거른다.
3. 시루에 팥 고물과 교차하여 넣은 후, 찐다.

## 활용
대한민국에서는 가게의 창업 시 좋은 일이 생기길 비는 마음으로 고사를 하였는데, 대한민국에서는 고사떡으로 특별하게 칭한다.

## 같이 보기
- 떡
- 무지개떡
- 백설기
- 오메기떡